# Szarysz (Roztoka-Brzeziny)
Szarysz (dawn. Sarysz) – część wsi Roztoka-Brzeziny w Polsce położona w województwie małopolskim, w powiecie nowosądeckim, w gminie Gródek nad Dunajcem. 
W latach 1975–1998 miejscowość należała administracyjnie do województwa nowosądeckiego.